# Claudine de Brosse
Claudine de Brosse est une aristocrate de la maison de Penthièvre, rattachée par son mariage à la maison de Savoie.

## Biographie

### Origines
Claudine de Brosse naît en 1450 en Bretagne. Elle est la deuxième fille et le quatrième des six enfants de Jean II de Brosse, comte de Penthièvre, et de Nicole de Châtillon-Penthièvre.

### Mariage
Elle épouse en 1485 Philippe de Savoie, dit de Bresse, alors gouverneur du Dauphiné, dont elle est la seconde femme (la première fut Marguerite de Bourbon)[réf. à confirmer]. À cette époque, Philippe est encore dit « sans Terre », car c'est son petit-neveu Charles-Jean-Amédée de Savoie qui règne.
En 1496, au décès de Charles-Jean-Amédée, Philippe de Bresse et Claudine deviennent duc et duchesse de Savoie. Mais ils n'en profitent guère, car Philippe meurt après un an de règne. Son fils Philibert II (issu de son premier mariage, et non fils de Claudine) lui succède.

### Veuvage
Elle se retire au château de Billiat, ayant reçu en douaire l'usufruit de cette seigneurie ainsi que de celles de Poncin, Cerdon, Saint-Sorlin-en-Bugey, Lagnieu, Virieu-le-Grand, Rossillon, Saint-Germain-les-Paroisses, Ambérieu-en-Bugey et Loyettes. C'est là qu'elle met au monde sa dernière fille, Philiberte, future marquise de Gex. Pendant un temps, elle conserve dans ce château le Suaire de Turin,

### Mort et sépulture
Claudine de Brosse meurt en 1513 et est enterrée dans la Sainte Chapelle du château des ducs de Savoie, à Chambéry,.

## Famille
Claudine épouse en 1485 Philippe de Savoie, dit de Bresse. Ils ont six enfants :
- Charles II le Bon (1486 † 1553), duc de Savoie marié en 1521 à Béatrice de Portugal (1504-1538),
- Louis (1488 † 1502) prévôt du Grand Saint-Bernard,
- Philippe (1490 † 1533), abbé de Saint-Juste à Suze et de Saint-Pierre de Rivalta, puis comte de Genève, baron de Faucigny, duc de Nemours (après son beau-frère Julien ci-dessous),
- Assolone (1494 † 1494),
- Jean-Amédée (1495 † 1495),
- Philiberte (1498 † 1524), mariée en 1515 à Julien de Médicis (1479 † 1516), duc de Nemours.